# Amphicnemis amabilis
Amphicnemis amabilis là một loài chuồn chuồn kim trong họ Coenagrionidae. Chúng được Lieftinck miêu tả khoa học năm 1940.